# プラジャーパティ

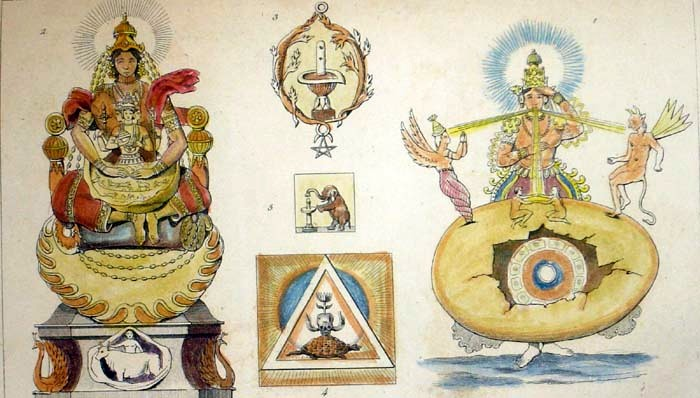
プラジャーパティの創造行為を描写しようとする試み、1850年代の銅版画

プラジャーパティ（サンスクリット語: prajāpati）は、インド神話に登場する宇宙万物の創造神たち。一般的には、『プラーナ文献』などに記載されているように、ブラフマー神が生み出した10人の聖仙たちを指して、「プラジャーパティ」と呼ばれる10人の創造神の呼び名である。10人説の他に、7人説、8人説、16人説などもある。
「造物主」、「生類の主」という意味で、『ヴェーダ』に記述もあり、インドラ、サヴィトリ、ソーマ、ヒラニヤガルバなど創造神を指している。『ブラーフマナ』では、ブラフマー神を指す。

## メンバー
1. マリーチ（Marichi）
2. アトリ（Atri）
3. アンギラス（Angiras）
4. プラスティヤ（Pulastya）
5. プラハ（Pulaha）
6. クラトゥ（Kratu）
7. ヴァシシュタ（Vasishtha）
8. プラチェータス（またはダクシャ、Prachetas or Daksha）
9. ブリグ（Bhrigu）
10. ナーラダ（Nārada）